# Best Life
Albums de Naps
Les mains faites pour l'or
(2020) La TN (Team Naps)
(2022)
Best Life est le septième album de Naps sorti le 8 octobre 2021.

## Liste des pistes
| No  | Titre                                          | Compositeur(s) | Durée |
| --- | ---------------------------------------------- | -------------- | ----- |
| 1.  | C'est rien c'est la rue                        | Seezy          | 3:07  |
| 2.  | Chiron (feat. Wejdene)                         | CDR            | 2:46  |
| 3.  | Avengers (feat. Jul, SCH & Kalif Hardcore)     | Seezy          | 3:17  |
| 4.  | Best Life (feat. Gims)                         | CDR            | 3:09  |
| 5.  | Chicha kaloud (feat. Sofiane & Kalif Hardcore) | CDR            | 2:43  |
| 6.  | Nous aussi                                     | Niko           | 2:23  |
| 7.  | Ma wife                                        | Zeg P          | 2:18  |
| 8.  | J'dis ça j'dis rien                            | CDR            | 2:20  |
| 9.  | Jet privé                                      | Niko           | 2:17  |
| 10. | Ambiance vandale                               | Skalpovich     | 2:25  |
| 11. | Okay okay                                      | Voluptyk       | 2:53  |
| 12. | Artiste                                        | Niko           | 2:30  |
| 13. | Vie de reusta                                  | Zeg P          | 2:25  |
| 14. | A / R                                          | Voluptyk       | 3:14  |
| 15. | Certification                                  | Voluptyk       | 2:42  |
| 16. | Bestah                                         | Voluptyk       | 2:29  |
| 17. | Top artiste                                    | Zeg P          | 2:19  |
| 18. | Pépita                                         | Toto Beats     | 2:48  |
| 19. | Ma life                                        | Zeg P          | 2:12  |

| 20. | Je suis cramé (feat. Ivory) | Beany, Voluptyk                    | 2:58 |
| 21. | Le p'tit marseillais        | Said El Hajji, Fabien Carlin, Bash | 2:57 |

## Clips vidéos
- C'est rien c'est la rue : 10 septembre 2021
- Best Life (feat. Gims) : 29 septembre 2021
- Chicha kaloud (feat. Sofiane & Kalif Hardcore) : 16 décembre 2021
- Artiste : 19 janvier 2022

## Classements et certifications

### Classements hebdomadaires
| Classements (2023)           | Meilleure position |
| ---------------------------- | ------------------ |
| France (SNEP)                | 1                  |
| Belgique (Wallonie Ultratop) | 7                  |
| Suisse (Schweizer Hitparade) | 19                 |

### Certifications
| Région                                                                                                 | Certification | Ventes/Streams |
| --- | ------------- | -------------- |
| France (SNEP)                                                                                          | Platine       | 50 000*        |
| *Ventes selon la certification ^Mise en rayon selon la certification xNon précisé par la certification |               |                |

### Titres certifiés en France
- Best Life (feat. Gims)  Diamant[6] (10 mars 2022)